# HATSUNE MIKU 10th Anniversary Album「Re:Start」
『HATSUNE MIKU 10th Anniversary Album「Re:Start」』（はつねミク テンス アニバーサリー アルバム「リスタート」）は、2017年8月30日にU&R recordsからリリースされた、歌声合成ソフトである初音ミクの10周年を記念したコンピレーション・アルバムである。

## リリース
初音ミクはクリプトン・フューチャー・メディアの開発した音声合成ソフトウェアであり、2017年8月31日に誕生10年目を迎えた。本作はそれを記念して製作されたコンピレーション・アルバムである。テーマは「感謝」である。
参加するボカロPは2回にわたって発表された。そのうちwowakaは2009年5月からボカロPとして活動し、ハチおよびDECO*27とともに初期にボカロ曲ブームを作った一員であるが、2011年5月にリリースしたアルバム『アンハッピーリフレイン』以降はボカロから手を引き、バンド「ヒトリエ」のボーカル・ギターとして活動していた。本アルバムは、wowakaの6年ぶりとなるボカロ曲「アンノウン・マザーグース」が収録されることで注目を浴びた。リリース直前の8月22日には本アルバムの発売を記念して音楽ナタリーにてDECO*27との対談が掲載された。このコンピレーション・アルバムの企画について、DECO*27はwowakaが参加するなら自分も参加する、という旨を伝えたことを語っている。40mPやピノキオピー、sasakure.UKも同時代を盛り上げたボカロPであり、本アルバムに参加している。
収録される楽曲のうち、40mP「Initial Song」は7月15日に、DECO*27「ヒバナ」は8月4日に、wowaka「アンノウン・マザーグース」は8月22日に、そしてピノキオピー「君が生きてなくてよかった」は8月28日に、アルバムのリリースに先行してニコニコ動画でミュージックビデオが公開された。「Initial Song」は、40mPが原点回帰を意識し、初音ミクが自分のことを歌う曲として書いた楽曲である。また、収録曲の多くは10周年を意識したものとなっているが、和田たけあきの「ひとごろしのバケモノ」はそうではないものとなっている。
初回生産限定盤には、イラストブックが同梱された。10周年記念イラストブックには、イラストレーターのawoko、あわしま、一斗まる、No.734、nezuki、八三、hatsukoが参加し、piapro公式コラボコンテスト採用作品も収録された。

## 収録曲
DISC 1 および DISC 2 の2枚組でリリースされた。それぞれ以下の楽曲が収録されている。
| #         | タイトル                     | 作詞・作曲            | 歌唱                                                 | 時間  |
| --------- | ---------------------------- | --------------------- | ---------------------------------------------------- | ----- |
| 1.        | 「アンノウン・マザーグース」 | wowaka                | 初音ミク                                             | 4:39  |
| 2.        | 「ヒバナ」                   | DECO*27               | 初音ミク                                             | 3:25  |
| 3.        | 「ボロボロだ」               | n-buna                | 初音ミク                                             | 4:13  |
| 4.        | 「Initial song」             | 40mP                  | 初音ミク                                             | 4:04  |
| 5.        | 「大江戸ジュリアナイト」     | Mitchie M             | 初音ミク with KAITO                                  | 3:50  |
| 6.        | 「リバースユニバース」       | ナユタン星人          | 初音ミク                                             | 3:09  |
| 7.        | 「快晴」                     | Orangestar            | 初音ミク                                             | 4:24  |
| 8.        | 「それでも僕は歌わなくちゃ」 | Neru                  | 初音ミク                                             | 3:17  |
| 9.        | 「ひとごろしのバケモノ」     | 和田たけあき(くらげP) | 初音ミク                                             | 3:55  |
| 10.       | 「君が生きてなくてよかった」 | ピノキオピー          | 初音ミク                                             | 4:23  |
| 11.       | 「神様からのアンケート」     | れるりり              | 初音ミク                                             | 4:13  |
| 12.       | 「Steppër」                  | halyosy               | 初音ミク、鏡音リン、鏡音レン、巡音ルカ、KAITO、MEIKO | 4:32  |
| 合計時間: | 合計時間:                    | 合計時間:             | 合計時間:                                            | 48:04 |

| #         | タイトル                        | 作詞・作曲          | 歌唱      | 時間  |
| --------- | ------------------------------- | ------------------- | --------- | ----- |
| 1.        | 「みんなみくみくにしてあげる♪」 | MOSAIC.WAV×鶴田加茂 | 初音ミク  | 5:08  |
| 2.        | 「Tell Your World」             | livetune            | 初音ミク  | 4:15  |
| 3.        | 「千本桜」                      | 黒うさP             | 初音ミク  | 4:08  |
| 4.        | 「初音ミクの消失」              | cosMo@暴走P         | 初音ミク  | 4:47  |
| 5.        | 「ロミオとシンデレラ」          | doriko              | 初音ミク  | 4:51  |
| 6.        | 「独りんぼエンヴィー」          | koyori(電ポルP)     | 初音ミク  | 3:26  |
| 7.        | 「カゲロウデイズ」              | じん                |           | 3:55  |
| 8.        | 「from Y to Y」                 | ジミーサムP         | 初音ミク  | 5:32  |
| 9.        | 「＊ハロー、プラネット。」      | sasakure.UK         | 初音ミク  | 5:00  |
| 10.       | 「BadBye」                      | koma’n              | 初音ミク  | 2:58  |
| 11.       | 「オレンジ」                    | トーマ              | 初音ミク  | 4:05  |
| 12.       | 「ハジメテノオト」              | malo                | 初音ミク  | 5:04  |
| 合計時間: | 合計時間:                       | 合計時間:           | 合計時間: | 53:09 |